# 澳大利亚共产党 (1996年)
澳大利亚共产党（英語：Communist Party of Australia），简称澳共（CPA），是澳大利亚的一个未注册的共产主义政党。

## 历史

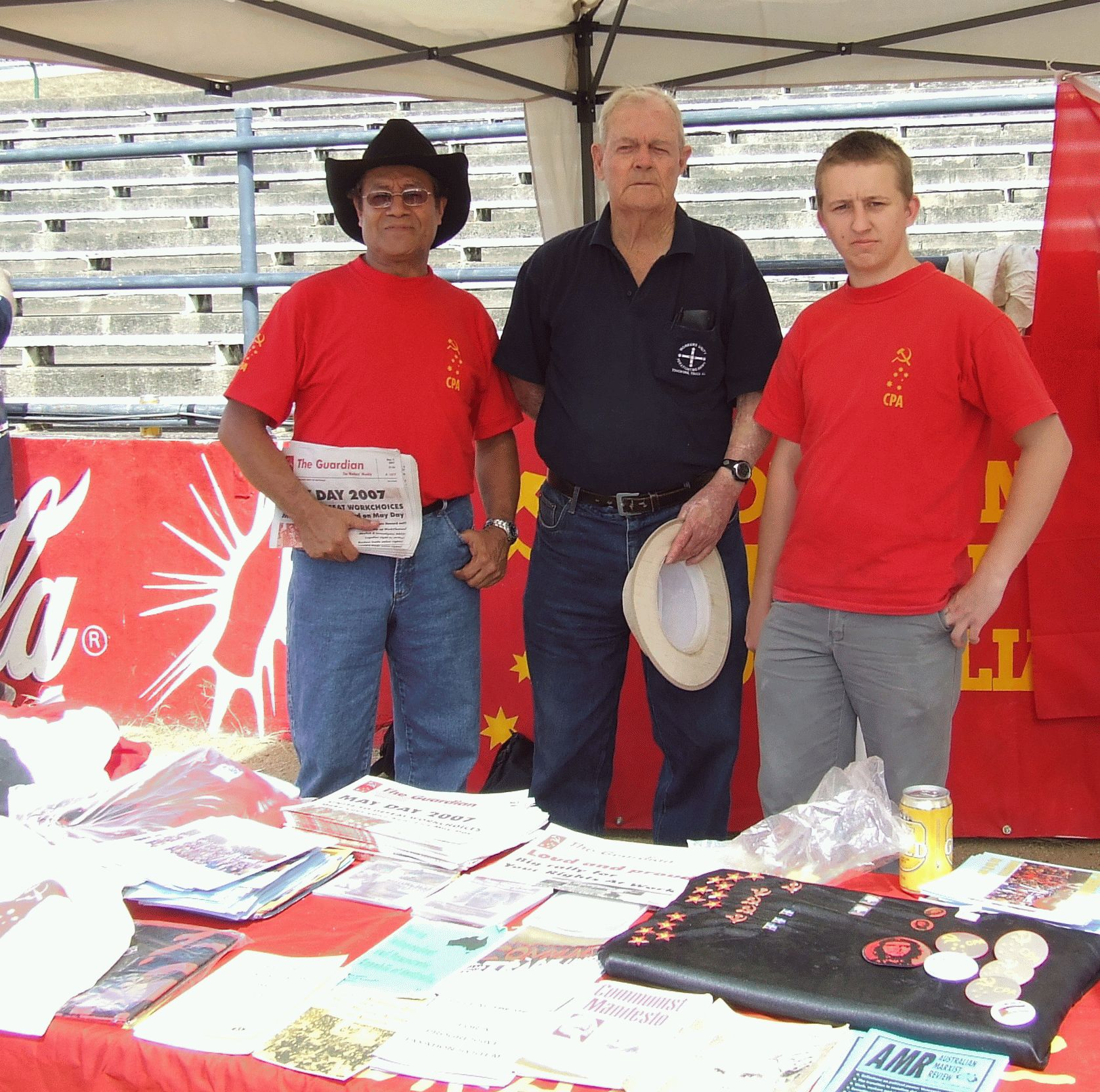
澳大利亚共产党2007年五一劳动节位于昆士兰州的摊位

该党成立于1971年，当时取名为澳大利亚社会党。该党是从原澳大利亚共产党分裂出来的派系，起因是苏联镇压布拉格之春运动，当时的澳共中央对镇压持批判态度，因此坚持支持苏共的亲苏派于1971年分裂组建社会党，成为继原澳大利亚共产党和亲中共的澳大利亚共产党（马列）之后，澳大利亚的第三个共产主义政党。
1991年苏联解体，原澳共解散。1996年10月6日，澳大利亚社会党更名为“澳大利亚共产党”。
在2010年大选中，该党获得0.83%的众议院得票率，参议院得票率则是0.17%。

## 现状
该党是现在澳大利亚两个以“共产党”为名的小党之一，另一个共产党是仍坚持支持中共的澳大利亚共产党（马列）。但澳共（马列）近年除继续出版党刊外几乎没有公开活动，相比之下新澳共政治活动比较活跃，2012年甚至在新南威尔士州地方选举中赢得奥本市议会的一个席位。
2014年，该党建立青年翼澳大利亚青年共产主义联盟。
2019年，该党分裂出由鲍勃·布里顿领导的澳大利亚共产党 (2019年)。
目前，該黨的方針是建設社會主義，路綫是在現行政治體制之内進行鬥爭，但長期目標是建立增強人民的民主權利的“新型政府”。
该党曾派代表参加共产党和工人党国际会议。